# Inlands Nordre tingslag
Inlands Nordre tingslag var före 1928 ett tingslag i Göteborgs och Bohus län i Inlands domsaga (från 1857). Tingsplatser var i Smedseröd.
Tingslaget omfattade häraderna Inlands Nordre härad. 
Tingslaget bildades 1681 och uppgick 1 januari 1928 i Inlands norra tingslag.